# Милутинович, Милорад
Милорад Милутинович (серб. Милорад Милутиновић; 10 марта 1935[…], Байина-Башта — 12 июля 2015, Ла-Шо-де-Фон, Невшатель) — югославский футболист, игравший на позиции полузащитника, в частности, за клуб «Партизан». После завершения игровой карьеры — тренер. Старшие братья Бора и Милош, также был футболистами.
Трехкратный чемпион Югославии. Обладатель Кубка Югославии

## Клубная карьера
Во взрослом футболе дебютировал в 1952 году выступлениями за клуб «Партизан», в котором провёл семь следующих сезонов своей карьеры. За это время стал обладателем Кубка Югославии.
После двух сезонов в составе ОФК (Белград) снова вернулся в «Партизан» и за три года трижды завоевал титул чемпиона Югославии.
В течение 1963—1968 годов защищал цвета клуба «Бор» и швейцарского клуба «Ла Шо-де-Фон».
Завершил игровую карьеру также в швейцарском клубе «Ксамакс», за который отыграл в сезоне 1968—1969 годов.

## Выступления за сборную
Присутствовал в заявке сборной на чемпионате мира 1958 года в Швеции, но на поле не выходил.

## Карьера тренера
Начал тренерскую карьеру, ещё продолжая играть в поле, в 1968 году, возглавив тренерский штаб клуба «Ксамакс». Опыт тренерской работы ограничился этим клубом.
Умер 12 июля 2015 года на 81 году жизни в швейцарском городе Ла Шо-де-Фон.

## Титулы и достижения
- Чемпион Югославии (3):

«Партизан»: 1961, 1962, 1963
- Обладатель Кубка Югославии (1):

«Партизан»: 1957